# 구글 주스
구글 주스(Google Guice)는 구글이 출시한, 아파치 라이선스로 배포된 자바용 오픈 소스 소프트웨어 프레임워크이다. 자바 오브젝트를 구성하기 위해 애너테이션을 이용한 의존성 주입 지원을 제공한다. 의존성 주입은 행위를 의존성 해결책과 구별시키는 것을 핵심 원칙으로 하는 디자인 패턴이다.
주스는 구현 클래스가 프로그래밍적으로 인터페이스와 바운드된 뒤 @Inject 애너테이션을 사용하는 생성자, 메소드, 필드에 주입될 수 있게 한다. 동일 인터페이스의 하나 이상의 구현체가 필요하면 사용자는 구현을 식별하는 사용자 지정 에너테이션을 만든 뒤 주입 시 해당 애너테이션을 사용하면 된다.
2008년 자바 애너테이션을 사용한 의존성 주입을 위한 최초의 제네릭 프레임워크인 주스는 최고의 라이브러리, 프레임워크, 컴포넌트 부문에서 제18회 졸트 어워드를 수상했다.

## 같이 보기
- 스프링 프레임워크

## 참고 자료
- Vanbrabant, Robbie (2008년 4월 21일), 《Google Guice: Agile Lightweight Dependency Injection Framework》 1판, en:Apress, 192쪽, ISBN 978-1-59059-997-6